# Ioánnis Kapodístrias
Conde Ioánnis Antonios Kapodístrias (no alfabeto grego: Ιωάννης Καποδίστριας; transliterado em português para João António Capo d'Istria; Corfu, 11 de fevereiro de 1776 — 9 de outubro de 1831) foi um estadista grego.
Depois de ter estado ao serviço da Rússia, de 1809 a 1822, foi eleito presidente do conselho de ministros do novo estado grego, em 1827, assumindo-se como o primeiro chefe de estado da independente Primeira República Helénica. 
Ocupou o cargo de Governador, o equivalente a presidente do conselho e primeiro-ministro da Grécia, entre 1827 e 9 de outubro de 1831. É considerado como o fundador do moderno Estado Grego, e o arquiteto da independência da Grécia.
Morreu assassinado em Náuplio. Foi sucedido pelo irmão Augustinos Kapodistrias.